# Anna Rodenhausen
Anna Margaretha Rodenhausen (* 30. September 1966 in Gießen) ist eine deutsche Mathematikerin  und Hochschulprofessorin.

## Leben
Rodenhausen wurde als eines von fünf Kindern in Gießen geboren. Nach dem Abitur im Jahr 1986 studierte sie von 1986 bis 1991 Mathematik mit den Nebenfächern Psychologie und Kirchenmusik an der Ruprecht-Karls-Universität in Heidelberg, wo sie 1991 ihr Diplom für eine Arbeit zur Wirkung mehrdeutiger Abbildungen auf Fundamentalgruppen erhielt.
Von 1992 bis 1996 war Rodenhausen wissenschaftliche Mitarbeiterin am Centrum für Complexe Systeme und Visualisierung CeVis an der Universität Bremen. Dort promovierte sie 1996 mit dem Thema Relations Between Families of Substitutive Sequences – A Geometric Perspective unter Betreuung von Heinz-Otto Peitgen. 1993 übersetzte Rodenhausen das Lehrbuch Chaos – Bausteine der Ordnung von Peitgen, Jürgens und Saupe.
Seit 2002 lehrt sie an der Hochschule für Angewandte Wissenschaften Hamburg in der Fakultät Life Sciences Mathematik I bis III für die Studiengänge Hazard Control, Rescue Engineering, Biotechnologie, Medizintechnik, Umwelttechnik und Verfahrenstechnik sowie Numerical Mathematics für die Masterstudiengänge Biomedical Engineering, Bioprocess Engineering und Renewable Energy Systems.
Rodenhausen ist verheiratet, hat eine Tochter (* 2008) und lebt in Bremen.

## Schriften
- Self-similar functions generated by cellular automata / H.-O. Peitgen ; A. Rodenhausen ; G. Skordev. Institut für Dynamische Systeme, Fachbereich Mathematik/Informatik/Technomathematik, Universität Bremen / Peitgen, Heinz-Otto
- Relations between families of substitutive sequences : a geometric perspective / von Anna Margaretha Rodenhausen /   Rodenhausen, Anna / 1996
- Self-affine curves and sequential machines / H.-O. Peitgen ; A. Rodenhausen ; G. Skordev. Institut für Dynamische Systeme,   Fachbereich Mathematik und Informatik, Universität Bremen / Peitgen, Heinz-Otto
- Paperfolding, generalized Rudin-Shapiro sequences, and the Thue-Morse sequence / Anna Rodenhausen. [Universität Bremen,   Institut für Dynamische Systeme ; Fachbereiche Mathematik/Informatik, Elektrotechnik/Physik] / Rodenhausen, Anna / 1995
- Planefilling curves and sequential functions / Anna Rodenhausen. Institut für Dynamische Systeme, Universität Bremen ;   [Fachbereiche Mathematik/Informatik, Elektrotechnik/Physik] / Rodenhausen, Anna / 1995
- Chaos : Bausteine der Ordnung / Heinz-Otto Peitgen ; Hartmut Jürgens ; Dietmar Saupe. Aus dem Amerikan. übers. von Anna M.   Rodenhausen / Peitgen, Heinz-Otto